# Joana Simeão
Joana Francisca Fonseca Simião, (Nampula, 4 de novembro de 1937 - Província do Niassa, entre 1977 e 1980) foi uma professora, combatente da resistência anticolonial e política moçambicana.
Criada na colónia portuguesa de Moçambique, Simião politizou-se durante a sua educação em Portugal, onde se juntou à luta de resistência anticolonial estudantil. Para escapar à repressão crescente em Portugal, Simião passou dez anos no estrangeiro, onde apoiou brevemente a FRELIMO em Argel, e mais tarde a COREMO em Lusaca. De regresso a Moçambique, durante a última fase do colonialismo português (1973/74), Simião foi uma das fundadoras do Grupo Unido de Moçambique (GUMO) que promovia a descolonização de Moçambique em diálogo com o poder colonial, incluindo toda a população moçambicana na questão da definição do futuro de Moçambique. Com estas posições, divergiu fortemente do movimento de libertação marxista-leninista e mais tarde do partido estatal FRELIMO, cuja reivindicação de representação exclusiva Simião questionou. Após a assinatura dos Acordos de Lusaca em 1974, mesmo antes da independência de Moçambique em 1975, a FRELIMO mandou prender toda a oposição política. Simião, foi acusada de colaborar com a polícia secreta portuguesa PIDE, publicamente julgada «traidora da revolução» e «inimiga do Estado» nos «processos de Nachingwea», e deportada para um campo de reeducação onde foi executada em circunstâncias desconhecidas.
Joana Simião é considerada a primeira mulher negra moçambicana a ter feito campanha pública pela participação democrática e pelos direitos das mulheres. No entanto, a reconstrução da sua história de vida e, consequentemente, a memória da sua obra só foi possível após a democratização em 1992, uma vez que só a FRELIMO determinou o uso e canonização da memória política do passado, com base na qual a narrativa e identidade da nação moçambicana foi fundada.

## Vida

### Juventude em Nampula
Joana Simião nasceu a 4 de novembro de 1937 na cidade de Nampula, no norte de Moçambique, filha de Leopoldina Rebelo da Fonseca Simião e José Luís Simião;natural de Nampula. O seu pai trabalhou como motorista para o bispo católico de Nampula, Teófilo de Andrade de 1941 a 1951, e Manuel de Medeiros Guerreiro de 1951 a 1978.
Graças aos esforços do seu pai, Simião pôde inicialmente frequentar uma escola primária privada em Nampula. Posteriormente, o seu pai inscreveu-a no Colégio-Liceu Vasco da Gama em Nampula, embora a sua admissão, inicialmente recusada, só tenha sido possível graças a uma intervenção do bispo, instigada pelo seu pai. Sendo a única aluna negra do Colégio, Simeão viveu numerosas experiências racistas.

### Educação e politização em Portugal
Após dois anos no Liceu, o seu pai decidiu enviar as duas filhas, Joana e Ana, para Portugal para o Colégio da Santa Cruz em Coimbra. Depois de o seu pai já não poder pagar as mensalidades escolares das duas filhas e de não ser possível encontrar oportunidades de emprego em Coimbra, diz-se que Joana Simião se dirigiu a Lisboa e abordou o então Ministro português das Colónias, Manuel Sarmento Rodrigues, e pediu apoio, pelo menos sob a forma de emprego remunerado. Um padre católico que a conhecia de Nampula acabou por conseguir que ela trabalhasse como dactilógrafa para a Cruz Vermelha.
Depois de completar os seus estudos, Joana Simião começou a estudar Direito na Universidade de Coimbra em 1959, tendo depois sido transferida para a Universidade de Lisboa em 1960. É por esta altura que, Simião conhece outros estudantes negros que, como ela, vinham das colónias portuguesas para estudar na metrópole e geralmente encontravam-se na Casa dos Estudantes do Império. A Casa foi uma instituição fundada pelo Estado Português para estudantes vindos das colónias com o objetivo de fortalecer o “sentimento da portugalidade“, no qual, em vez disso, desenvolveu-se num núcleo de resistência anticolonial, frequentado por algumas das mais importantes figuras da luta contra o regime. Simião conheceu, entre outros, vários moçambicanos que iam ser mais tarde quadros dirigentes da FRELIMO, tais como Mariano Matsinhe, Sérgio Vieira, Pascoal Mucumbi e Joaquim Chissano.
Numa entrevista em 2000, Alda do Espírito Santo, poetisa e ativista da oposição de São Tomé e Príncipe, disse que por acaso vivia na mesma casa que Joana Simião, e por isso almoçava frequentemente com ela na Casa dos Estudantes do Império e conversava muito com ela. Era uma «moça bastante esperta», mas era «megalómana» e fazia «muitas tolices». Segundo ela, Simião também dizia que tinha ligações com a PIDE.
A situação política agravou-se com o início da guerra na Angola a 4 de fevereiro de 1961, o regime português intensificou a perseguição política e a repressão da resistência também em Portugal. Em junho do mesmo ano, 60 estudantes africanos fizeram uma fuga concertada através da fronteira terrestre para Espanha para se juntarem à luta de resistência. A tentativa de fuga de Simião falhou, contudo, e a polícia secreta portuguesa PIDE levou-a sob custódia e interrogatório, tornando a sua posição democrática e anticolonial registada para o Estado português pela primeira vez:
«[tem] uma orientação e uma tendência democrata-liberal. Condenou a inflexibilidade do regime em não permitir as liberdades cívicas, sobretudo aos homens de raça negra, sem necessidade. Ela diz que luta por um regime onde cada um pudesse expor as suas ideias sem ter que pagar por aquilo que diz.» Pasta referente ao "Grupo Unido de Moçambique", ANTf/PIDE-D-C-001-1225.1, vol. 1, no Arquivo Nacional - Torre do Tombo; apud Meneses (2017), p. 64

### Entre Argel, Paris e Lusaca
Temendo mais perseguições por parte da PIDE, Simião passou nove meses em asilo político na embaixada da Venezuela em Lisboa. Começou então a trabalhar na Sonap & Cilda em 1962, como secretária da direção. Graças a um contacto, obteve um passaporte e deixou Portugal para pedir asilo político em Espanha na embaixada argelina. Na embaixada conheceu Serge Tshilenge, congolês, com quem se mudou para Argel em 1964, e aí casou em 1965.
Na altura, Argel era uma das bases mais importantes da Frente de Libertação de Moçambique (FRELIMO), fundada em 1962. Numerosos combatentes da FRELIMO receberam ali treino militar da Frente de Libertação Nacional argelina para a guerra de independência contra Portugal, iniciada em 1964. Marcelino dos Santos também coordenou os intensos esforços diplomáticos da FRELIMO para obter apoio político e militar do estrangeiro. Simião conheceu dos Santos e trabalhou durante pouco tempo como dactilógrafa no escritório da FRELIMO.
A pedido do seu marido Serge, o casal regressou a Paris em 1966, onde ela se registou como Ivette Joana Tshilenge para obter a cidadania congolesa. A sua primeira filha nasceu em 1967,  o segundo no ano seguinte e a terceira em 1972. Devido ao aumento dos conflitos, Simião separou-se do seu marido. Juntou-se à Jeunes Femmes Africaines, uma organização de mulheres, para a qual viajou pelo continente africano como presidente, solicitando apoio de agências governamentais.
Uma das suas viagens levou Joana Simião a Lusaca, onde conheceu a organização de resistência moçambicana COREMO de Adelino Gwambe, fundada em 1965, e, segundo o seu próprio relato, foi persuadida a tornar-se membro e a apoiar a resistência, diz-se também ter sido membro do comité central do grupo, que sobretudo organizou ataques e assaltos à infraestrutura colonia na província de Tete.
Em meados de 1971, os combatentes do COREMO raptaram seis técnicos agrícolas portugueses num assalto no distrito de Tote perto Barragem de Cahora Bassa, e levaram os reféns para a Zâmbia, pelo que o governo português bloqueou o transporte de mercadorias do porto da Beira para a Zâmbia, enquanto que o governo zambiano negou qualquer responsabilidade. Segundo Simião, ela pediu em vão à liderança do COREMO a libertação dos raptados, e após recusa, pediu sem sucesso à Cruz Vermelha e ao governo zambiano que interviessem. Após a execução dos raptados, Simião deixou o COREMO em protesto. Numa entrevista de 1974, descreveu retrospectivamente a sua filiação ao COREMO como um «acidente».
Em 1971, com a vontade de regressar a Moçambique, Simião foi à embaixada de Portugal em Paris, onde pediu para ser repatriada para Moçambique, assegurando que tinha terminado o seu apoio ao COREMO e que se tinha distanciado publicamente do mesmo.

### De volta a Moçambique: O GUMO como uma alternativa política
No início dos anos 70, a situação política para o governo português deteriorou-se drasticamente: No contexto internacional, o país estava cada vez mais isolado politicamente devido à sua adesão às colónias; militarmente, a FRELIMO conseguiu controlar cada vez mais o território da colónia na longa guerra e aproximou-se cada vez mais dos centros urbanos, de modo que as críticas ao governo colonial também cresceram entre os colonos portugueses brancos. Entretanto, nas áreas (ainda) controladas pelo poder colonial, houve revoltas e protestos da população negra contra a opressão portuguesa. Face a esta situação, vários inicitiativese grupos em Moçambique e no estrangeiro organizaram-se para pôr fim à dura guerra entre as tropas da FRELIMO e o poder colonial e para encontrar uma solução política negociada.
Um dos principais actores neste imbróglio político foi o industrial português Jorge Jardim, sediado na Beira. Jardim, leal ao regime, conhecido como o "braço direito" de Salazar, manteve boa relações com Ian Smith (Rodésia) e Hastings Banda (Malawi), e começou a envolver-se fortemente na política colonial moçambicana após a adesão de Caetano. Concluindo que uma boa solução para Moçambique só poderia ser encontrada através de negociações políticas, Jardim negociou um acordo de paz e independência com a FRELIMO sob a mediação do governo zambiano. Ao mesmo tempo, ele apoiou o desenvolvimento de uma "frente interna" como alternativa política à FRELIMO dominante, e tentou especificamente conquistar líderes negros moçambicanos para este fim.
Foi neste contexto político que Joana Simião regressou à sua terra natal, Moçambique, em 1971 (ou 1972), fixou-se primeiro em Dondo, perto da Beira, a convite da Jardim. Simeão procurava uma forma de se envolver politicamente, Jardim ofereceu o seu apoio financeiro e político na esperança de a conquistar, mas sem resultados concretos. A PIDE também não tinha perdido o regresso de Simeão e tentou recrutá-la como agente, mas sem sucesso. Simião começou a trabalhar como professora na Beira, mas mais tarde mudou-se para Lourenço Marques (agora Maputo), onde ensinou francês no Liceu António Enes, sendo a única professora negra da escola. Politicamente, a capital e portanto fora do alcance do Jardim prometeu a Simião mais liberdade política e oportunidades
Em Setembro de 1973, Joana Simião conheceu Máximo Dias, advogado moçambicano de origem moçambicana da Beira, que procurava apoio para a sua nova iniciativa política Grupo Unido de Moçambique (GUMO) Impressionado de Simião, Dias nomeou Simião diretamente como vice-presidente do grupo, que viria a ser fundado em novembro de 1973, e legalizado só depois do 25 de Abril de 1974. Mais tarde, Simião foi nomeada contacto para o corpo consular e porta-voz. Joana Simião via o GUMO como uma oportunidade de promover a sua visão política e de obter apoio político do governo colonial. O GUMO definiu-se como uma oposição interna moçambicana e uma alternativa política legal à FRELIMO. Os seus objetivos incluíam uma maior autonomia para Moçambique no quadro das estruturas políticas portuguesas e uma melhoria da situação económica para a população negra da colónia. 
Joana Simião expressou as ideias políticas do GUMO com as palavras «moçambicanização» e «moçambicanismo»: «Moçambicanização» descreveu a ideia do futuro de Moçambique ser moldado pelo povo e não pelo poder colonial, sendo o poder gradualmente transferido do poder colonial para a colónia através de um processo de reestruturação político-administrativa, em diálogo entre as duas partes. Descreveu o «moçambicanismo» como a ideia de um sentido moçambicano de comunidade e fraternidade com inclusão política, igualdade e tolerância da diversidade étnica do país. Crucial para o futuro de Moçambique, disse ela, seriam quatro pontos: paz, voto popular, diálogo e negociação com o poder colonial, e, sobretudo, visibilidade das mulheres negras em todos os espaços de tomada de decisão política.
Com o GUMO, formou-se uma oposição política que apelava principalmente aos negros urbanos moçambicanos, e com Simião como líder negra, intelectual e feminina, atraiu a atenção e ganhou notoriedade. Joana Simião organizou e falou em vários comícios públicos GUMO em Lourenço Marques (agora Maputo), Inhambane, Beira, Nampula e Porto Amélia (agora Pemba) para protestar contra o regime colonial português. Nos seus discursos, Simião denunciou particularmente a opressão racista e patriarcal do sistema colonial sofrida pelo povo moçambicano e apelou à igualdade política e à inclusão de todos na formação do futuro político de Moçambique.
Com o objetivo de ganhar apoio político para o GUMO, Simião falou a numerosas personalidades portuguesas e estrangeiras em Lourenço Marques, incluindo políticos, empresários, diplomatas, jornalistas, clero, etc. Em Outubro de 1973, ela tentou também convencer Jardimtentou convencê-los dos objectivos do GUMO, mas falhou devido a diferenças políticas entre os dois lados, Simeão duvidou da orientação política de Jardim dizendo que proagava um Moçambique na linha da Rodésia. Por outro lado, GUMO conseguiu conquistar António Champalimaud e a Igreja Católica como apoiantes.
Simião e Dias também tentaram falar directamente com o governo em Lisboa, primeiro com Baltasar Rebelo de Sousa, Ministro dos Territórios Ultramarinos e conhecido por ser politicamente franco, que visitou a colónia de Moçambique em Dezembro de 1973. Como voto político de confiança, acompanharam o ministro ao norte de Moçambique a seu convite, inclusive a Nampula e à Barragem de Cahora Bassa.
A proximidade e facilidade de conseguir esses contactos com a elite colonial levantou suspeitas entre os apoiantes políticos e os opositores, que suspeitavam que ela era uma agente da PIDE. O jornalista português Augusto de Carvalho, que entrevistou Simião para o semanário Expresso como parte da viagem de Rebelo de Sousa em dezembro de 1973, comentou: «Ou é uma agente do governo ou uma revolucionária preparada para provocar discórdia, propícias a um movimento subversivo.»
No final de 1973, Simeão viajou para Lisboa com o apoio do governo colonial, onde delineou os objetivos do GUMO, ou as suas próprias ideias políticas, numa conferência de imprensa em janeiro de 1974. No contexto da política colonial portuguesa, o discurso de Simeão foi uma novidade; ela foi invulgarmente clara sobre o necessário processo de descolonização de Moçambique de Portugal, dando assim um contributo decisivo para pôr em marcha o processo irreversível que conduziria à independência de Moçambique.

### Última tentativa de oposição política à FRELIMO
O derrube do regime militar fascista português pela Revolução dos Cravos a 25 de Abril de 1974 alterou drasticamente a situação política, mas sem apontar imediatamente para um futuro político claro para Moçambique. Por um lado, o GUMO enfrentou duras reprovações e tentativas de descrédito por parte da FRELIMO, que era politicamente muito mais forte e gozava de amplo apoio no estrangeiro. Por outro lado, graças à liberalização política de 25 de Abril, foi fundado um total de 27 novos partidos concorrentes e grupos de interesse político dos mais diversos matizes. Ao mesmo tempo, o GUMO foi o único grupo a ter sido criado previamente em termos de estruturas e programa, de modo que alguns dias após a revolução, a 29 de Abril de 1974, Dias e Simeão deram uma conferência de imprensa na Beira, explicando os objectivos políticos do grupo.
A 3 de Maio de 1974, Joana Simeão organizou um grande comício GUMO no bairro de Xipamanine, na capital Lourenço Marques, onde apareceram mais de 20.000 pessoas, principalmente dos subúrbios negros, para ouvir o discurso de Simeão, mas não conseguiu despertar muito entusiasmo. Muitos dos participantes do comício tinham sido enviados pela FRELIMO para protestar contra o GUMO e provocar violência, de modo que Joana Simeão só conseguiu escapar com a ajuda da polícia. Por outro lado, no seguinte comício GUMO a 12 de Maio em Munhava (Beira), houve violentos ataques de colonos brancos que rejeitaram qualquer forma de mudança política. Apenas o comício GUMO de 22 de Maio em Quelimane permaneceu pacífico, uma vez que também atraiu poucos interessados. Tornou-se claro que a realidade política tinha mudado significativamente após o 25 de Abril, de modo que o programa e a aparência do GUMO já não eram apelativos, mas sim posições radicais eram solicitadas. A FRELIMO em particular utilizou todas as formas de comunicação para desacreditar publicamente a GUMO e Joana Simeão em particular.
Numa tentativa de ganhar tempo na situação politicamente ambígua, o presidente do GUMO Máximo Dias publicou uma carta a 15 de maio de 1974 na qual declarou que «GUMO é a FRELIMO em Moçambique» e que considerava a existência do GUMO como uma vitória para a FRELIMO, deixando assim claro que em vez do caminho mais complicado da negociação defendida pelo GUMO e particularmente Simeão, preferia o caminho da rápida independência e o fim do colonialismo português defendido pela FRELIMO. Esta reviravolta política mereceu duras críticas de Dias e levou ao conflito aberto entre Dias e Simeão. Enquanto ela deixou o GUMO em protesto e fundou a Frente Comum de Moçambique (FRECOMO) com o objetivo de apelar a um amplo espectro de moçambicanos, Dias anunciou «o fim das atividades do GUMO e a demissão de Joana Simeão do seu gabinete». O GUMO foi dissolvido a 30 de Junho, numa assembleia geral na Beira.
Perante a falta de apoio à FRECOMO, Simeão voltou-se para Uria Simango, antigo líder expulso da FRELIMO no final dos anos 60 e presidente do COREMO, para forjar uma aliança política conjunta com ele no seu regresso a Moçambique a 6 de julho de 1974. Sob o nome de Partido da Coligação Nacional (PCN), a aliança foi constituída a 23 de agosto de 1974, pela FRECOMO (Joana Simeão), a UNIMOPO (Lázaro Nkavandame), a FREINA (Mateus Gwengere) e a COREMO (Amós Sumane), com Uria Simango como presidente. A assembleia fundadora definiu como pilares 
a garantia da independência nacional através de um processo democrático em que as populações se pudessem pronunciar  livremente num clima de paz e sem intimidação,
e que não fosse
comprometido o futuro de Moçambique em acordo negociado e assinado entre o governo de Lisboa e qualquer organização ou grupo político com a exclusão de outros porque a nenhuma organização se pode atribuir a legitimidade da representação exclusiva do povo moçambicano sem passar a prova do processo democrático. Cabrita, João Manuel (29 de maio de 2006). «Reflectindo sobre Moçambique: O Pensamento Político de Joana Semião». Reflectindo sobre Moçambique. Consultado em 14 de março de 2023
Contudo, o PCN não conseguiu estabelecer-se como uma alternativa política à FRELIMO nos quinze dias entre a sua constituição e os Acordos de Lusaca, por um lado pela diversidade das posições políticas entre os líderes centrais do partido, e por outro lado ultrapassado pelo rápido desenvolvimento político e pelos seus acontecimentos.

### Prisão, condenação como «reacionária» e deportação para o campo de reeducação M'Telela
Apenas duas semanas após a fundação do PCN, a 7 de setembro de 1974, representantes do Estado português e da FRELIMO assinaram os Acordos de Lusaca após apenas três dias de negociações, os quais estipulavam a renúncia a um referendo, o reconhecimento da FRELIMO como único representante do povo moçambicano, e após uma fase transitória, a transferência de poder e independência de Moçambique.
Em resposta à assinatura dos acordos, um grupo de colonos brancos portugueses militantes chamado Movimento Moçambique Livre tentou impedir a FRELIMO de tomar o poder através de um golpe de Estado, ocupando a estação de rádio Rádio Clube de Moçambique de 7 a 10 de setembro e pedindo a intervenção militar de Portugal, África do Sul e Rodésia através da estação. Durante os três dias da ocupação, muitos portugueses residentes em Lourenço Marques mostraram-se solidários com a ação, vandalizando edifícios na cidade, ocupando o aeroporto, libertando agentes da PIDE presos e matando aleatoriamente moçambicanos negros nos bairros de caniço. Os líderes do PCN, incluindo Uria Simango, Mateus Gwengere e Joana Simeão, saudaram publicamente a ação golpista e tentar aproveitar politicamente com ela. Após três dias, a ocupação foi terminada por uma operação militar conjunta das forças armadas portuguesas, comandadas por Jaime Neves, e da FRELIMO.
O governo de transição dominado pela FRELIMO, estabelecido pelos Acordos de Lusaca, aproveitou a tentativa de golpe dos colonos do 7 de Setembro como uma oportunidade para esmagar qualquer forma de oposição mesmo antes do fundação do Estado moçambicano e ordenou detenções em massa de numerosas figuras e críticos da oposição (3.000 no total), incluindo muitos dos moçambicanos que anteriormente se tinham reunido em alternativas políticas, tais como Joana Simeão. A pedido do governo de transição, soldados portugueses prenderam Joana Simeão na Beira a 26 de outubro de 1974 e levaram-na para a prisão de Lourenço Marques, onde foi interrogada por quadros da FRELIMO. Ainda sob custódia, Simeão escreveu uma petição ao Alto-comissário português do governo de transição, Almirante Vítor Crespo, pedindo um processo e julgamento formal, Crespo ignorou-a.
Inicialmente, Simeão foi transferida para o antigo campo militar principal da FRELIMO em Nachingwea, Tanzânia, onde foi ainda interrogada sob a orientação de Sérgio Vieira. Em Maio de 1975, a FRELIMO organizou vários julgamentos de fachada em Nachingwea (conhecidos como «julgamentos de Nachingwea»), nos quais os prisioneiros políticos da FRELIMO deviam receber «justiça popular», liderados pelo Presidente do Estado Samora Machel como procurador e juiz numa só pessoa, na presença da população local, quadros da FRELIMO, e jornalistas e convidados. Joana Simeão, acusada de ser uma «reacionária», uma «traidora» e uma «colaboradora do colonialismo», foi primeiro forçada a declarar-se culpada e depois a pedir ao «povo» perdão e reeducação pela sua traição, após o que Samora Machel pronunciou a sentença. Machel salientou a clemência da sentença, dizendo que a intenção não era executá-la, mas enviá-la para um campo de reeducação onde trabalharia nos campos com centenas de outros condenados, aprendendo com a população rural num «laboratório para a criação do novo homem»
Após a sua condenação, foi deportada para o campo de reeducação de M'telela no distrito de Majune (província do Niassa), onde Simeão deveria aprender os valores nacionais proclamados pela FRELIMO através do «trabalho com a população rural». O campo de M'telela, originalmente um quartel português na vila de Nova Viseu, terá sido o único campo de reeducação para prisioneiros políticos da FRELIMO; os números de prisioneiros variam muito consoante as fontes (140 a 3600). O campo era fechado e estritamente guardado, temido e notório pela baixa probabilidade de se sair de lá vivo.
A 9 de Junho de 1976, Joana Simeão foi encontrada inconsciente na sua cabana com uma corda à volta do pescoço. Sem médicos e sem saber o que para fazer, o comandante do acampamento pediu ajuda às autoridades provinciais de Niassa, que por sua vez, na pessoa do governador Manave, enviou o médico chefe provincial, que estava de serviço no distrito de Mecula. Ele conseguiu manter Simeão viva, impedindo assim a sua tentativa de suicídio. O despacho do médico mais importante da província fala da importância política de Simeão, apesar da sua prisão. Em finais de 1976, os jornalistas receberam autorização para visitar Simeão no campo para a entrevistar. A entrevista, na qual ela se queixava da falta de um debate substantivo com a FRELIMO, é considerada o último sinal documentado de vida de Simeão.

### Versões contraditórias da execução de Simeão
Em circunstâncias desconhecidas, Simeão foi executada juntamente com Uria Simango, Lázaro Nkavandame, Júlio Razão Nihia, Mateus Gwengere e Paulo Gumane, que também foram presos, e presumivelmente enterrados numa vala comum. A FRELIMO deliberadamente não comunicou a morte de Simeão para evitar chamar a atenção, o que significava que na ausência de sinais de vida de Simeão e ao mesmo tempo de informações sobre as execuções da FRELIMO vindas à luz, o paradeiro de Simeão só podia ser assumido durante muito tempo. A razão da execução, que foi efectuada apesar do veredicto em contrário, só pode ser assumida. Foi supostamente para evitar que a RENAMO, que lutava com a FRELIMO na guerra civil, libertasse os prisioneiros e o construísse como figura de proa de uma oposição a fim de questionar a legitimidade da FRELIMO.
Em 11 de Fevereiro de 1983, a revista Sul Africana Scope publicou um documento mostrando uma directiva (Nrt 5/80) do Ministro da Segurança, Jacinto Veloso, datada de 29 de Julho de 1980, e que mencionava que Simeão e outros reclusos já tinham sido executados, e ordenou assim uma compilação das actividades dos que foram executados. Durante muito tempo, esta foi a única informação disponível sobre o fim de Joana Simeão. Já em 2010, Sérgio Vieira confirmou a autenticidade do documento numa entrevista televisiva.
Em 1995, no âmbito de uma reportagem abrangente sobre a história autoritária da FRELIMO, os jornalistas José Pinto de Sá e Nélson Saúte publicaram no Público Magazine do jornal Público uma versão da execução que diferia da que se conhecia até então. Segundo o seu texto, Simeão, juntamente com os prisioneiros Uria Simango, Lázaro Nkavandame, Raul Casal Ribeiro, Arcanjo Kambeu, Júlio Nihia, Paulo Gumane e Mateus Gwengere (como é conhecido), estavam no campo de reeducação de M'telela quando lhes foi dito a 25 de Junho de 1977 que seriam levados para a capital Maputo, onde o Presidente Samora Machel discutiria a sua libertação. Durante a viagem, a comitiva que transportava os prisioneiros alegadamente parou, os prisioneiros foram amarrados, atirados para um grande poço previamente dragado, encharcados com gasolina e incendiados. Diz-se que Simeão foi queimada viva juntamente com os outros, os soldados que executaram a execução alegadamente cantando hinos revolucionários. Nenhuma fonte ou testemunha dos relatos foi citada no texto.
Em 2003, Barnabé Lucas Ncomo publicou a sua muito discutida biografia de Uria Simango, segundo a qual a conhecida ordem de serviço de 1980 foi uma invenção e Simango, tal como Simeão, foi queimado em 1977, executado e coordenado por Abel Assikala, oficial político do Serviço Nacional de Segurança Popular sob as instruções do Vice-Ministro da Segurança Salésio Nalyambipano.
Em 2014, o jornalista de investigação moçambicano Luís Nhachote publicou uma instrução à segurança pessoal do Estado da FRELIMO, datada de 8 de Novembro de 1978, informando-os de uma próxima viagem dos quadros superiores da FRELIMO, nomeadamente Armando Guebuza, Marcelino dos Santos, Alberto Chipande e Sebastião Marcos Mabote, com destino a Niassa. Nhachote viu no documento provas de que a execução de Simeão e dos outros deve ter sido ordenada no final de 1978 durante a viagem oficial do governo dirigente da FRELIMO a Niassa e levada a cabo pelo oficial político acompanhante Assikala, alegadamente na estrada entre as cidades de M'telela e Chiputo. Tendo em conta as declarações contraditórias de Ncomo e Nhachote, não é claro em que ano (1977 ou 1978) Simeão foi efectivamente morta.
Oficialmente, Joana Simeão foi considerada «estando em parte incerta» (mas não morta) até ao fim, pois a FRELIMO respetivamente o Estado moçambicano nunca a tinha declarado morta e por isso não tinha emitido uma certidão de óbito. O segundo marido de Joana Simeão, Francisco Joaquim Manuel, com quem tinha casado em 1974, não podia, portanto, casar oficialmente com a sua segunda parceira, com quem teve seis filhos. Foi apenas em 2016, após três anos de processo judicial, que o tribunal provincial de Inhambane declarou a morte de Joana Simeão e assim Francisco Joaquim Manuel viúvo.
Joana Simeão foi pioneira defendendo um Moçambique independente, com estruturas democráticas e multipartidárias, e considerada uma referência em alguns sectores da sociedade moçambicana.
Historicamente, a proposta de Simeão de um processo de descolonização em diálogo com o poder colonial representou uma posição política semelhante à do primeiro líder da FRELIMO, Eduardo Mondlane, apresentada em conversações com representantes diplomáticos dos Estados Unidos em 1965. Laconicamente, o historiador moçambicano João Manuel Cabrita resumiu num ensaio de 2006 sobre Simeão que, se Mondlane ainda estivesse vivo em 1975, teria provavelmente sido «condenado» por «alta traição» pela FRELIMO, tal como Joana Simeão.
Não foi possível valorizar Joana Simeão publicamente até à democratização de Moçambique e o consequente fim do Estado-partido em 1992. Na narrativa nacional criada pela FRELIMO da proclamada unidade de Moçambique e da identidade moçambicana, outras formas (ou conteúdos) de recordação não eram permitidas devido a uma forte canonização, seleção e instrumentalização de memórias políticas da guerra da independência. Apenas uma seleção predefinida de «heróis» foi honrada e recordada pela FRELIMO, todos eles exclusivamente homens, com exceção de Josina Machel, combatente da resistência e parceira de Samora Machel que foi elevada a ícone feminino da FRELIMO.
Desde os anos 2000, a história de Moçambique antes e depois da independência em 1975 tem atraído historiadores moçambicanos como internacionais, que reconstruíram e continuam a reconstruir partes do passado de Moçambique que foram mantidas em silêncio e esquecidas. Maria Paula Menezes, historiadora da Universidade de Coimbra, conseguiu reconstruir em grande parte a vida de Simeão após vários anos de investigação em arquivos; publicou os seus resultados de investigação em 2017.
Apesar das mudanças políticas ocorridas em Moçambique desde 1992 e da memória possibilitada de Simeão, a FRELIMO não fez nenhuma reabilitação ou pedido de desculpas. Já em 2005, Marcelino dos Santos, um líder de longa data da FRELIMO, justificou a execução de Simeão numa entrevista televisiva, com base na sua traição e colaboração com o poder colonial como «justiça popular» levada a cabo pela FRELIMO.